# Rudolf Hoflehner
Rudolf Johann Hoflehner (* 8. August 1916 in Linz, Oberösterreich; † 3. September 1995 in Pantaneto, Colle di Val d’Elsa bei Siena) war ein österreichischer Bildhauer, Maler und Graphiker.

## Leben

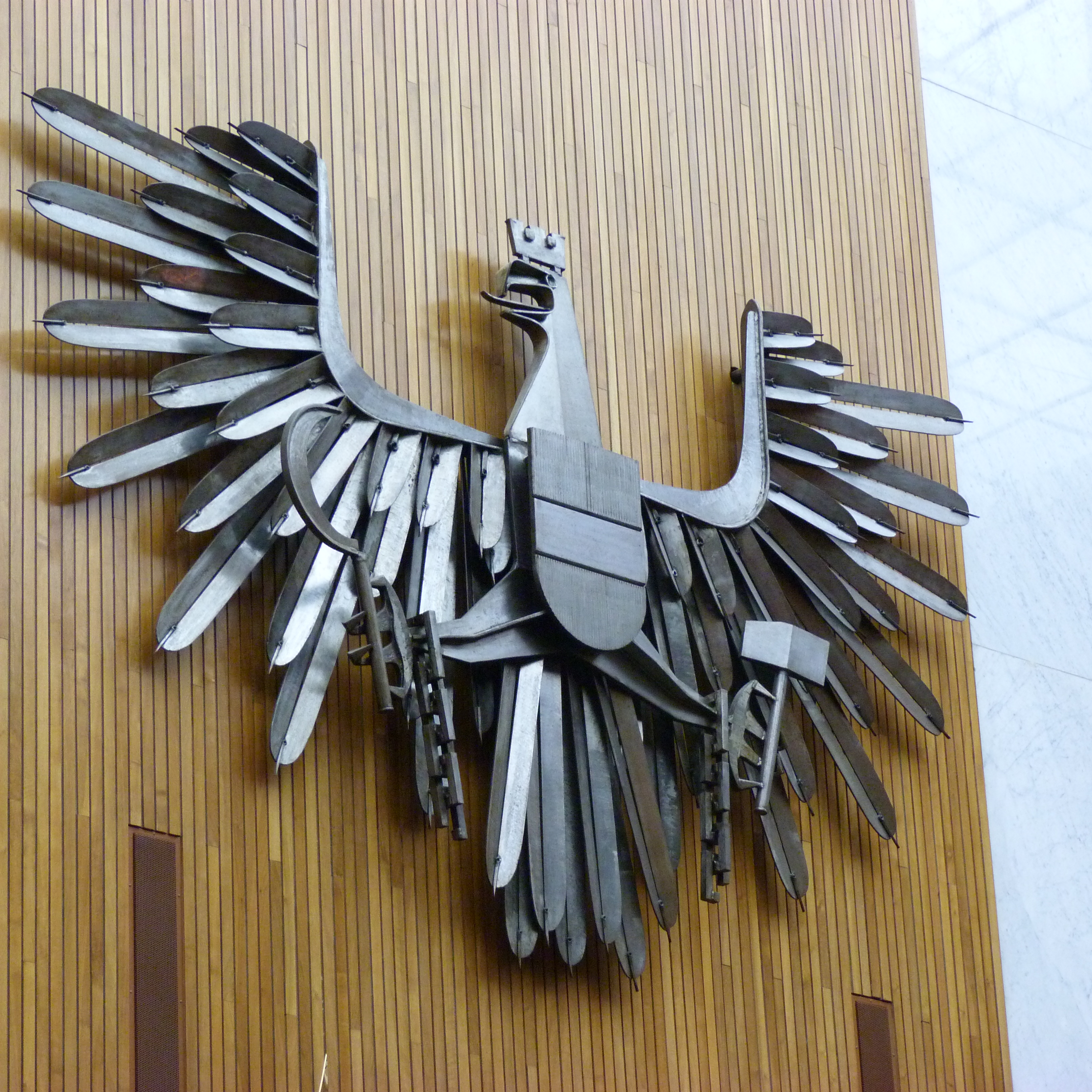
Plastik des österreichischen Bundeswappens im Nationalratssitzungssaal

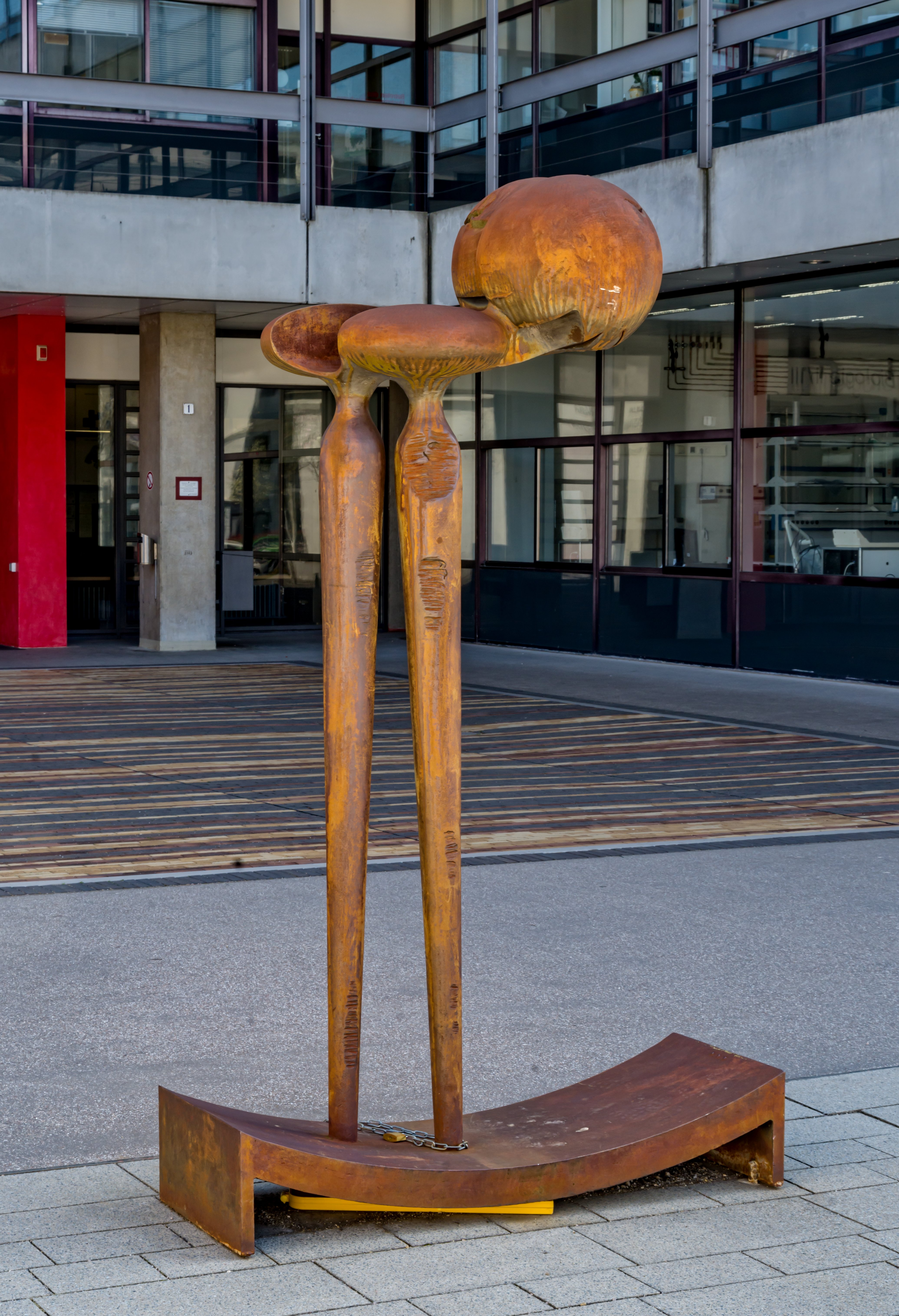
Venus von Krieau (Figur 81), 1964, Fakultät für Biologie der Albert-Ludwigs-Universität Freiburg in Freiburg im Breisgau

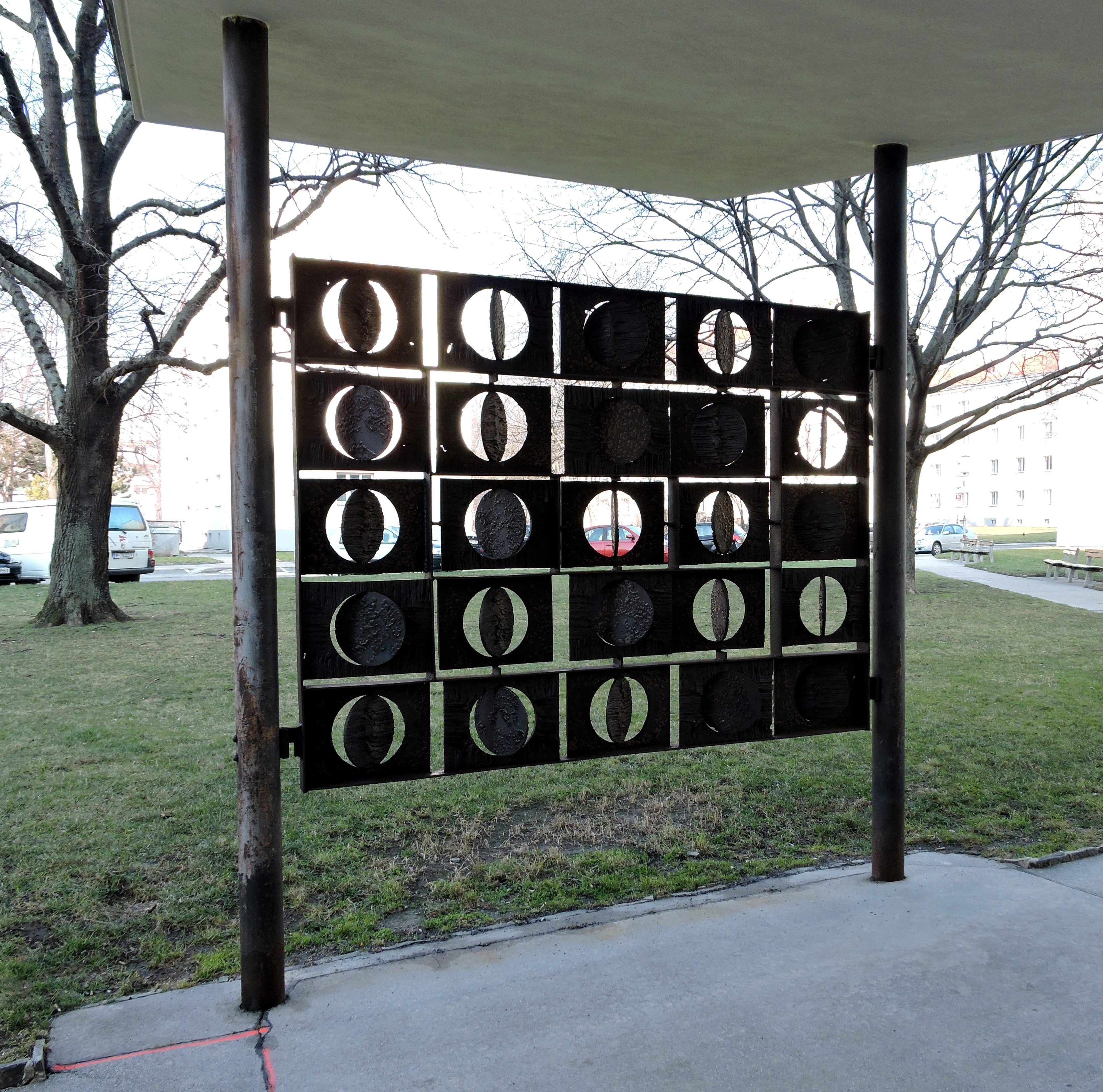
Ornamentales Muster – Marianne und Oskar Pollak-Hof

Rudolf Hoflehner wurde am 8. August 1916 als Sohn von Johann Hoflehner (* 30. Dezember 1882 in Linz; † unbekannt), Assistent der oberösterreichischen Landeshypothekenbank, und dessen Ehefrau Anna Walburga Katharina (geborene Ruf; * 25. November 1888 in Linz; † unbekannt) in Linz geboren und am 19. August 1916 auf den Namen Rudolf Johann getauft. Seine Eltern hatten am 14. Juni 1910 geheiratet.
Nach der allgemeinen Schulausbildung studierte Hoflehner anfangs von 1936 bis 1938 Maschinenbau in Linz und anschließend Architektur in Graz, bevor er von 1938 bis 1939 den Studiengang Bühnenbild an der Akademie der bildenden Künste Wien aufnahm. Von 1939 bis 1945 war er im Kriegsdienst in der deutschen Wehrmacht. Nach dem Zweiten Weltkrieg war er von 1945 bis 1951 Lehrer an der damaligen Kunstgewerbeschule Linz in Linz.
Zwar „studierte“ Hoflehner von 1951 bis 1954 nicht an der Wiener Akademie bei Fritz Wotruba, aber er arbeitete zu dieser Zeit in dessen Atelier auch als freischaffender Künstler. In dieser Zeit wechselte er von der Malerei zur Plastik.
Bei der Neugestaltung des Nationalratssitzungssaales steuerte Hofhlehner das an der Rückwand des Saales angebrachte, aus getriebenem Stahl gefertigte Bundeswappen bei, dessen Aussehen er künstlerisch frei gestaltete.
Im Jahr 1955 unternimmt Hoflehner eine Reise nach Griechenland. Seine Skulpturen aus geschweißtem Eisen haben danach, mit expressiven, aufragenden Formen, einen noch größeren Bezug zum menschlichen Körper.
Im Jahr 1962 wurde er auf eine Professur für Bildhauerei an die Staatliche Akademie der Bildenden Künste Stuttgart berufen, die er bis zu seiner Emeritierung im Jahr 1981 ausübte.
Im Jahr 1968 schuf Hoflehner vorerst seine letzte Eisenplastik, führte aber auch künftig noch verschiedene großplastische Auftragsarbeiten aus, so etwa 1972 die Bronze-Stahl-Plastik „Kampf gegen den Krebs“ vor dem Haupteingang des Deutschen Krebsforschungszentrums Heidelberg und 1973 die in Bronze, Stahl und Wengeholz konzipierte, vor dem Neubau der Pädagogischen Hochschule Esslingen aufgestellte „Figur“. Er begann, beeinflusst von der Malerei Francis Bacons, zivilisationskritische und existentielle Bilder zu malen. Bekannt wurden seine Selbstbildnisse (1976) und die zwischen 1977 und 1985 entstandenen Todesmeditationen.
Hoflehner galt in den fünfziger, sechziger Jahren, publizistisch gefördert insbesondere durch Werner Hofmann, neben Fritz Wotruba als Hauptvertreter der modernen Plastik in Österreich. Er war für seine Eisen- und Stahlplastiken bekannt, die vor allem in den 1960er Jahren international eine hohe Anerkennung fanden.

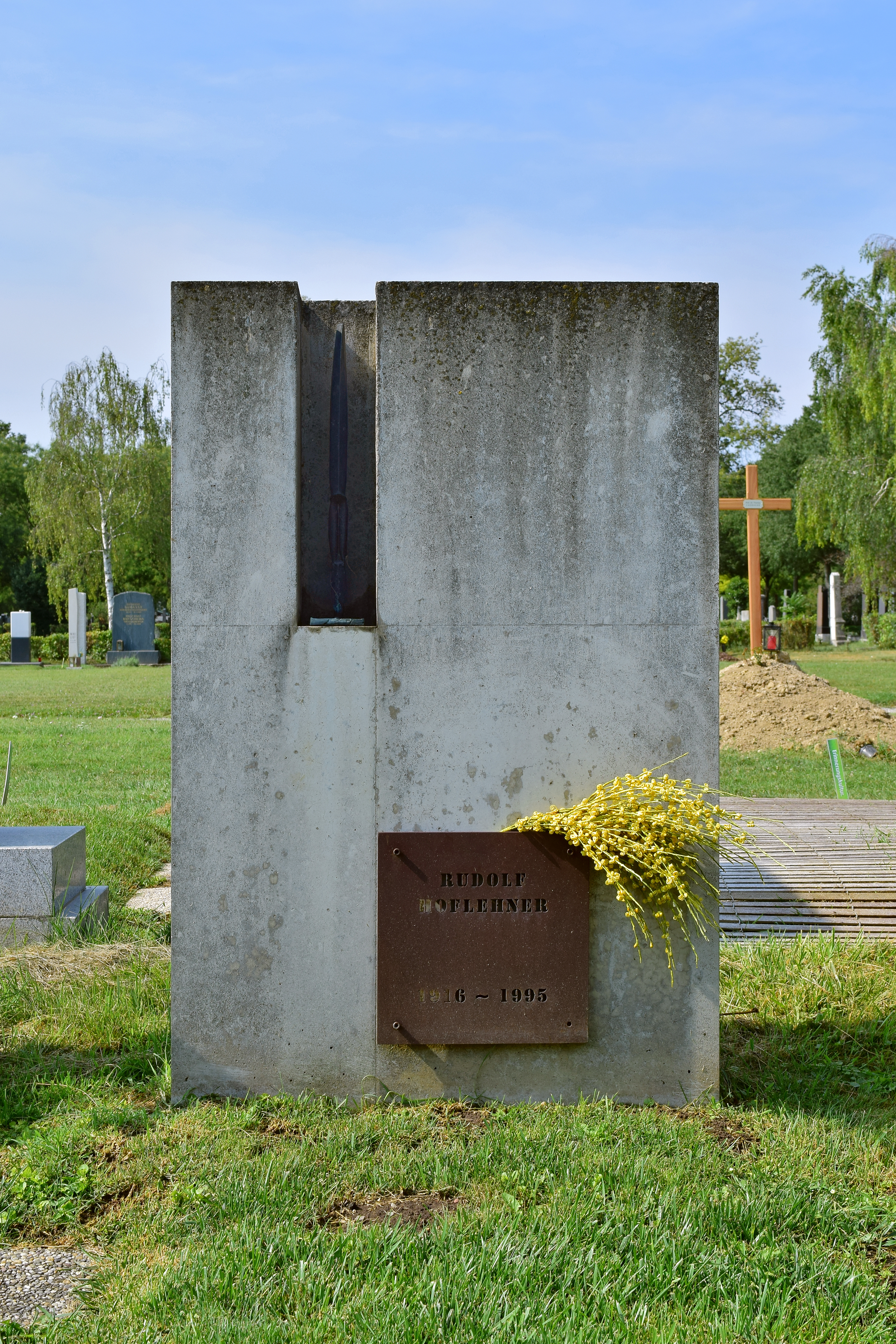
Hoflehners ehrenhalber gewidmetes Grab auf dem Wiener Zentralfriedhof

Zahlreiche Künstler sowohl der freien Kunst wie der Fachrichtung Kunsterziehung wurden von Rudolf Hoflehner in den nahezu zwei Jahrzehnten seines Stuttgarter Lehramts ausgebildet. Zu den bekannteren zählen Utz Brocksieper, Bernd Damovsky, Boris Grünwald, Ingrid Hartlieb, Gert Riel, Hans-Tewes Schadwinkel, Reinhard Scherer, Max Schmitz, Gunther Stilling, Ingrid Dahn.
Hoflehner wurde in einem ehrenhalber gewidmeten Grab auf dem Wiener Zentralfriedhof (Gruppe 40, Nummer 175) bestattet.

## Auszeichnungen
- 1954: UNESCO-Stipendium, Aufenthalt in Griechenland[12]
- 1959: Preis der Stadt Wien für Bildende Kunst
- 1967: Berliner Kunstpreis
- 1972: Preis bei der „3ème exposition internationale de dessins originaux“, Rijeka[13]
- 1969: Großer Österreichischer Staatspreis für Bildende Kunst
- 1977: Verdienstmedaille des Landes Baden-Württemberg
- 1977: Jerg-Ratgeb-Preis[14]
- 1986: Kulturpreis des Landes Oberösterreich für Bildende Kunst
- 1988: Heinrich-Gleißner-Preis

## Ausstellungen

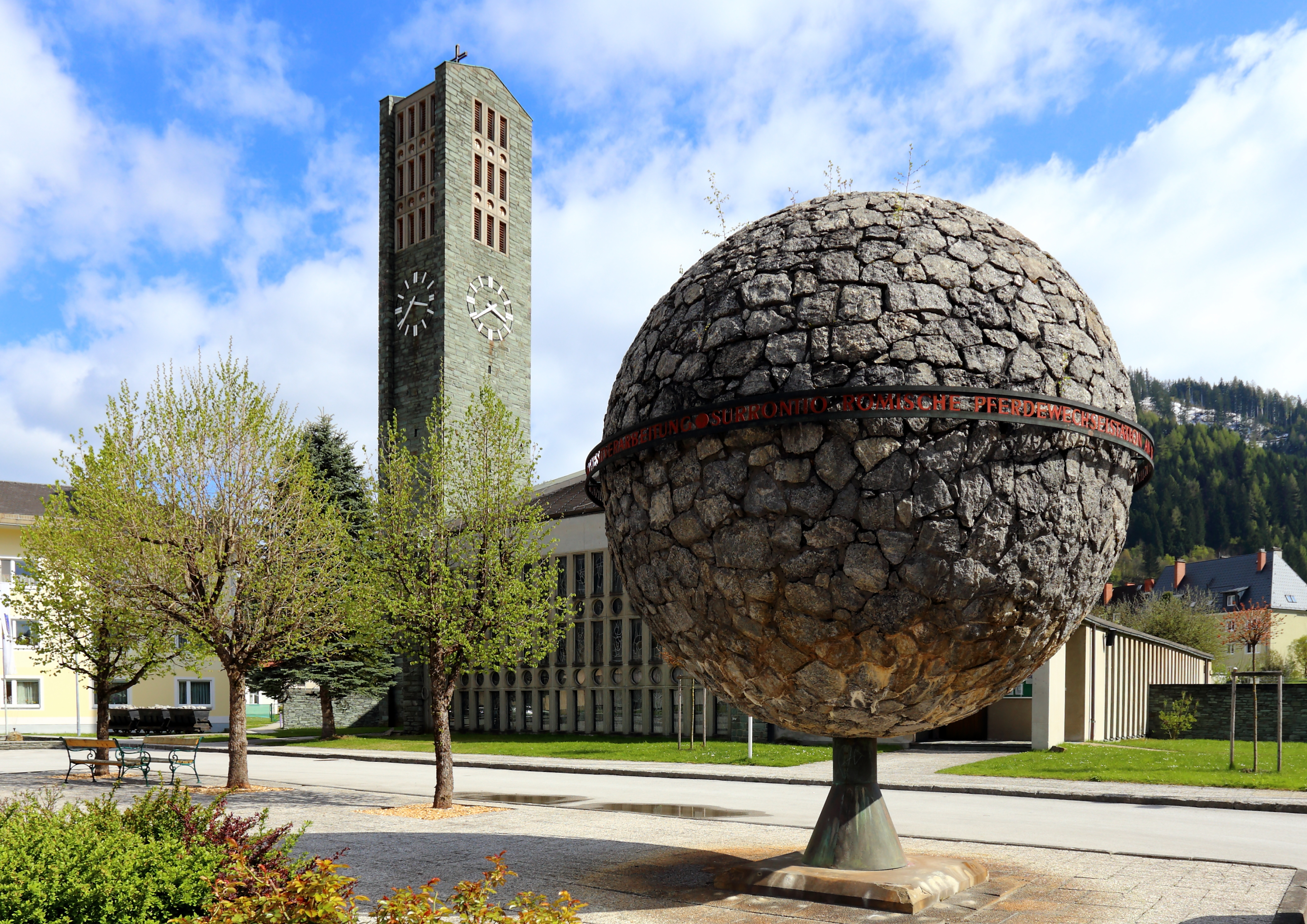
Magnesitkugel in Trieben (1966)

- 1948 I.[Erste] surrealistische Ausstellung in Wien, Agathon-Galerie, Opernring 19, Ausstellungsbeteiligung[15]
- 1959 documenta 2, Kassel
- 1964 documenta 3, Kassel
- 1964 Stedelijk Museum, Amsterdam
- 1972 Museum des 20. Jahrhunderts (Malerei), Graphische Sammlung Albertina (Zeichnungen und Druckgraphiken), Wien[16]
- 1973 12. Internationale Biennale für Bildhauerkunst, Middelheimpark, Antwerpen (vertreten mit drei Plastiken)[17]
- 1976 37. Biennale von Venedig
- 1977 documenta 6, Kassel
- 1984 Plastik der 60er und 70er Jahre im Südwesten, Galerie der Stadt Esslingen am Neckar, Villa Merkel
- 1999 Zeitschnitt 1900–2000 Neue Galerie der Stadt Linz
- 2006 Was ist Plastik? 100 Jahre – 100 Köpfe Wilhelm Lehmbruck Museum, Duisburg

## Werke in Sammlungen
- Museum der Moderne Salzburg
- Museum of Modern Art, New York
- Österreichische Galerie Belvedere, Wien
- Princeton University, Princeton
- Staatliche Akademie der Bildenden Künste Stuttgart
- Städtische Galerie Neunkirchen[18]
- Tate Gallery of Modern Art, London